# Oltári srácok
Az Oltári srácok című kétfelvonásos musical Mark Kessler és Ken Davenport tollából született, amit először a New York-i off-Broadway-n játszottak. Magyarországon 2007. március 29-én mutatták be a Thália Színházban (a darabot az Operettszínház színészei játsszák a Tháliában). A darab azóta is sikeres, előadásain a nézők nagy része már-már törzsnézőnek számít.
Azon ritka előadások közé tartozik, ahol a színészek szó szerint bevonják a közönséget a darabba. Példának okáért a darab elején egy kis táncra pezsdítik a nézőket, majd egy hölgyet felhíva a színpadra, énekelnek neki, és ajándékot kap a fiúktól.

## Tartalom
|  | Alább a cselekmény részletei következnek! |

A darab egy öt tagból álló fiúcsapatról (Matthew, Mark, Luke, Juan, Abraham) szól, akiknek utolsó koncertjükbe csöppenhetünk bele. A fiúk a fejükbe vették, hogy a zene erejét felhasználva próbálják nemesebbé tenni az emberek lelkületét. A srácok még az elején egy templomi kórusban énekeltek, így az egész darabban jelen van ez a fajta bibliai hatás. Először elmesélik, hogyan alakult meg az együttes; mind az öten másra emlékeznek. Majd megpróbálják a közönséget a zene szeretetére nevelni, annak a cégnek a segítségével, aminek nem mondhatják ki a nevét. A koncert annyira jól sikerül, hogy a végén már csak négy „hitetlen” ember marad. Ekkor a srácok – Abraham kivételével – bevallják, hogy valójában mindegyikük kötött egy lemezszerződést a céggel, természetesen szólólemezről van szó. Miután bevallják egymásnak, kisebb huzavona után a srácok végül megbocsátanak egymásnak.
|  | Itt a vége a cselekmény részletezésének! |

## Szereposztás
A darabot a Tháliában többszörös szereposztásban játsszák:
- Matthew: Dolhai Attila, Szerényi László (korábban Bálint Ádám is) – a csapat frontembere
- Mark: Serbán Attila (korábban Száraz Tamás is) – a srácok közül az egyetlen meleg
- Luke: Mészáros Árpád Zsolt (korábban Imre Sebastian is) – Nagydarab srác, aki a srácok furgonját vezeti, majd a végén öngyilkosságot követ el
- Juan: Kerényi Miklós Máté, Sánta László, Mikola Gergő – A Dél-Amerikából érkezett szívtipró
- Abraham: Szabó Dávid (korábban Pirgel Dávid is) – A srácok közül az egyetlen zsidó származású énekes